# Babú
Babú, pseudonimo di Anderson Rodney de Oliveira (San Paolo, 23 dicembre 1980), è un allenatore di calcio ed ex calciatore brasiliano, di ruolo attaccante.

## Carriera
Punta rapida, viene notato da Zdeněk Zeman in un torneo amichevole svoltosi a Roma. L'allenatore boemo decide di portarlo con sé alla Salernitana nella stagione 2001-2002. In due campionati di Serie B gioca 27 partite e realizza 3 gol. Nel 2003-2004 è ancora in Serie B, al Venezia, dove disputa 20 gare senza realizzare reti.
Alla fine della stagione ritorna alla Salernitana, ma nell'estate 2004 si trasferisce al Lecce su richiesta dell'allenatore dei pugliesi Zdeněk Zeman, che lo aveva allenato a Salerno. In giallorosso gioca 15 partite in Serie A e segna 3 gol, ma il suo score è penalizzato da un infortunio che gli fa terminare la stagione alla fine di gennaio 2005. Nella stagione 2005-2006 realizza un gol in 11 partite con la maglia dei salentini in massima divisione, mentre nel campionato di Serie B 2006-2007 realizza un gol in 17 presenze. In giallorosso conta anche 5 presenze e una rete in Coppa Italia.
Nel gennaio 2007 passa in prestito al Verona. Il 30 maggio seguente è acquistato dal Catania, con cui firma un contratto triennale. Nel calciomercato di gennaio 2008 si trasferisce in prestito alla Triestina, nelle cui file rimane fino a giugno. Il 7 agosto 2008 passa a titolo temporaneo in forza all'Avellino, compagine con cui inizia in ritardo la sua stagione per via di un grave infortunio subìto ad agosto in amichevole contro la Cavese. Ha debuttato nella partita con il Pisa, contro cui è sceso in campo per pochi minuti sfiorando anche il gol. Il 2 maggio 2009 ha segnato il suo primo gol in maglia biancoverde contro il Parma (3-3). Terminato il prestito, a fine stagione rientra al Catania, che il 22 luglio 2009 lo cede alla Cisco Roma. La stagione seguente rimane nella stessa squadra che però nel frattempo ha cambiato nome in Atletico Roma (e milita in Prima Divisione).
Nell'estate del 2011 viene trasferito al Latina, ma durante la sessione invernale del mercato, nel gennaio 2012, passa al Pergocrema.
A fine stagione, precisamente il 21 giugno 2012, il tribunale di Crema ha decretato il fallimento del Pergocrema ed il 30 giugno seguente la società è stata radiata dalla FIGC. Dato che la società è fallita, Babú è rimasto svincolato. Il 30 dicembre 2012 si accorda con la Paganese.
Il 6 agosto 2013 viene ingaggiato dalla Roma, che dopo qualche giorno lo gira all'Alcanenense, società di seconda divisione portoghese. A causa di alcuni problemi legati al trasferimento non riesce a debuttare e l'8 novembre 2013 torna in Italia, approdando alla Maccarese Giada in Serie D. Nel settembre 2014 viene ingaggiato dai sardi dell'Ilvamaddalena militanti nel locale campionato di Promozione, mentre a dicembre si trasferisce alla Puteolana in Serie D.
Nel dicembre del 2015 si trasferisce a Bacoli, iniziando una nuova avventura in Prima Categoria con la Sibilla.
Inizia la stagione 2016-2017 in forza alla Palmese, nel campionato di Eccellenza. Segna il suo primo gol nella vittoria interna per 2-0 contro il Picciola. 
Nella stagione 2017-2018 gioca con l'Afro Napoli United, con cui vince il campionato di Promozione campana, venendo quindi promosso in Eccellenza.

## Statistiche

### Presenze e reti nei club
| Stagione             | Squadra              | Campionato           | Campionato | Campionato | Coppe nazionali | Coppe nazionali | Coppe nazionali | Coppe continentali | Coppe continentali | Coppe continentali | Altre coppe | Altre coppe | Altre coppe | Totale | Totale |
| Stagione             | Squadra              | Comp                 | Pres       | Reti       | Comp            | Pres            | Reti            | Comp               | Pres               | Reti               | Comp        | Pres        | Reti        | Pres   | Reti   |
| -------------------- | -------------------- | -------------------- | ---------- | ---------- | --------------- | --------------- | --------------- | ------------------ | ------------------ | ------------------ | ----------- | ----------- | ----------- | ------ | ------ |
| 2001-2002            | Salernitana          | B                    | 6          | 1          | CI              | 0               | 0               | -                  | -                  | -                  | -           | -           | -           | 6      | 1      |
| 2002-2003            | Salernitana          | B                    | 21         | 2          | CI              | 1               | 0               | -                  | -                  | -                  | -           | -           | -           | 22     | 2      |
| Totale Salernitana   | Totale Salernitana   | Totale Salernitana   | 27         | 3          |                 | 1               | 0               |                    | -                  | -                  | -           | -           | -           | 28     | 3      |
| 2003-2004            | Venezia              | B                    | 22+1       | 0          | CI              | 3               | 0               | -                  | -                  | -                  | -           | -           | -           | 26     | 0      |
| 2004-2005            | Lecce                | A                    | 15         | 3          | CI              | 4               | 0               | -                  | -                  | -                  | -           | -           | -           | 19     | 3      |
| 2005-2006            | Lecce                | A                    | 11         | 1          | CI              | 0               | 0               | -                  | -                  | -                  | -           | -           | -           | 11     | 1      |
| 2006-gen. 2007       | Lecce                | B                    | 17         | 2          | CI              | 1               | 1               | -                  | -                  | -                  | -           | -           | -           | 18     | 3      |
| Totale Lecce         | Totale Lecce         | Totale Lecce         | 43         | 6          |                 | 5               | 1               |                    | -                  | -                  |             | -           | -           | 48     | 7      |
| gen.-giu. 2007       | Verona               | B                    | 12+2       | 2          | CI              | -               | -               | -                  | -                  | -                  | -           | -           | -           | 14     | 2      |
| 2007-gen. 2008       | Catania              | A                    | 2          | 0          | CI              | 1               | 0               | -                  | -                  | -                  | -           | -           | -           | 3      | 0      |
| gen.-giu. 2008       | Triestina            | B                    | 4          | 0          | CI              | -               | -               | -                  | -                  | -                  | -           | -           | -           | 4      | 0      |
| 2008-2009            | Avellino             | B                    | 7          | 1          | CI              | 1               | 0               | -                  | -                  | -                  | -           | -           | -           | 8      | 1      |
| 2009-2010            | Atletico Roma        | 2D                   | 21+2       | 1+1        | CI-LP           | 3               | 0               | -                  | -                  | -                  | -           | -           | -           | 26     | 2      |
| 2010-2011            | Atletico Roma        | 1D                   | 25+4       | 1+1        | CI+CI-LP        | 1+1             | 0               | -                  | -                  | -                  | -           | -           | -           | 31     | 2      |
| Totale Atletico Roma | Totale Atletico Roma | Totale Atletico Roma | 46+6       | 2+2        |                 | 5               | 0               |                    | -                  | -                  |             | -           | -           | 57     | 4      |
| 2011-gen. 2012       | Latina               | 1D                   | 7          | 1          | CI+CI-LP        | 0+2             | 0               | -                  | -                  | -                  | -           | -           | -           | 9      | 1      |
| gen.-giu. 2012       | Pergocrema           | 1D                   | 9          | 0          | CI-LP           | -               | -               | -                  | -                  | -                  | -           | -           | -           | 9      | 0      |
| dic. 2012-2013       | Paganese             | 1D                   | 5          | 0          | CI+CI-LP        | -               | -               | -                  | -                  | -                  | -           | -           | -           | 5      | 0      |
| ago.-nov. 2014       | Alcanenense          | SL                   | 0          | 0          | CP+CdL          | 0               | 0               | -                  | -                  | -                  | -           | -           | -           | 0      | 0      |
| nov. 2013-2014       | Maccarese            | D                    | 9          | 1          | CI-D            | -               | -               | -                  | -                  | -                  | -           | -           | -           | 9      | 1      |
| set.-dic. 2014       | Ilvamaddalena        | Prom.                | 11         | 1          | CI-P            | 1               | 2               | -                  | -                  | -                  | -           | -           | -           | 12     | 3      |
| dic. 2014-2015       | Puteolana            | D                    | 17         | 2          | CI-D            | -               | -               | -                  | -                  | -                  | -           | -           | -           | 17     | 2      |
| dic. 2015-2016       | Sibilia              | 1° Cat.              | 15         | 3          | -               | -               | -               | -                  | -                  | -                  | -           | -           | -           | 15     | 3      |
| 2016-2017            | Palmese              | Ecc.                 | 3          | 1          | CI-E            | 0               | 0               | -                  | -                  | -                  | -           | -           | -           | 3      | 1      |
| Totale carriera      | Totale carriera      | Totale carriera      | 237+9      | 23+2       |                 | 19              | 3               |                    | -                  | -                  |             | -           | -           | 265    | 28     |

## Palmarès

### Club

#### Competizioni regionali
- Promozione: 1

Afro-Napoli United: 2017-2018 (girone B)